# Steivan Brunies
Steivan Brunies, auch Stephan Ernst Brunies (* 18. Februar 1877 in Cinuos-chel, Gemeinde S-chanf; † 12. März 1953 in Basel, heimatberechtigt in Klosters und Basel), war ein Schweizer Lehrer und Naturschützer.

## Leben
Brunies besuchte das Lehrerseminar in Chur und studierte später Zoologie und Botanik am Polytechnikum Zürich, an der Universität Breslau, wo er 1900 promovierte, sowie an der Universität Zürich. Er unterrichtete als Mittelschullehrer in Trogen, Winterthur, Zürich, Berlin-Pankow und, von 1908 bis 1941, am Realgymnasium Basel. Einer seiner dortigen Schüler war Robert F. Schloeth, später erster vollamtlicher Direktor des Schweizerischen Nationalparks.
In den Jahren 1909 bis 1935 war er Sekretär des neu gegründeten Schweizerischen Bundes für Naturschutz. Brunies war ein Mitbegründer des Schweizer Nationalparks und war von 1914 bis 1941 auch dessen erster Oberaufseher sowie der Kassier der Eidgenössischen Nationalparkkommission.
Steivan Brunies war ein führender Kämpfer für den Naturschutz. Er war vor allem sehr erfolgreich bei der Vermittlung seiner Anliegen an die Jugend. Ferner wurde er geehrt für die Sammlung alter Volksmusik im Engadin. In Gedenken an ihn wurde eine Zugskomposition der SBB des Typs SBB RABDe 500 (ICN) sowie der Rhätischen Bahn des Typs RhB ABe 8/12 ("Allegra") nach ihm benannt.

## Werke (Auswahl)
- Die Flora des Ofengebietes, Chur: Hermann Fiebig's Buchdruckerei 1906 (Jahres-Bericht der Naturforschenden Gesellschaft Graubündens. Neue Folge; Band 48. Vereinsjahr 1905/06)
- Zur Einführung des Naturschutzes in die Schule, Basel: Birkhäuser 1913 (2. Ausg. 1929)
- Der Schweizerische Nationalpark,  Basel: Frobenius 1914 (2. Ausgabe: 1918, 3. Ausgabe: 1920)